# Davey Johnstone

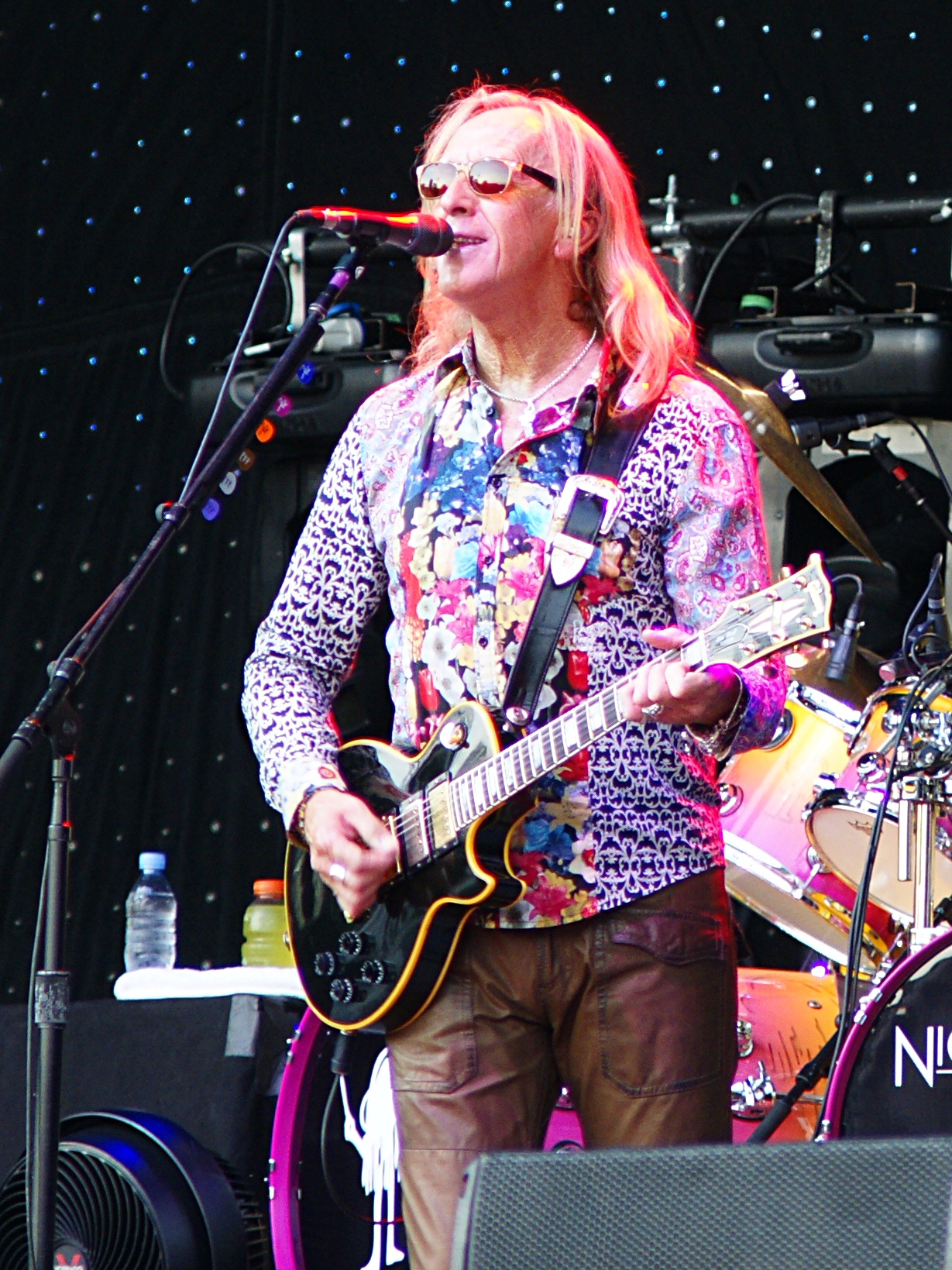
Davey Johnstone

Davey Johnstone, född 6 maj 1951 i Edinburgh, Skottland, är en brittisk gitarrist, sångare och kompositör, som arbetat med bland andra Meat Loaf och Alice Cooper, men är mest känd för sitt mångåriga samarbete (sedan 1971) med Elton John.
Samarbetet med den senare kom till när musikproducenten Gus Dudgeon, som skulle producera Bernie Taupins självbetitlade soloalbum från 1970, bad Johnstone medverka på albumet. Så skedde, och året därefter medverkade han även på Elton Johns album Madman across the Water.
Han blev sedan en av de fyra medlemmarna i Elton John Band, som bestod av:
- Elton John
- Davey Johnstone
- Nigel Olsson
- Dee Murray